# 一屋哨牙鬼
《一屋哨牙鬼》是一套1993年的香港電影，亦是香港喜劇電影之一。

## 劇情
志颖（林志颖 饰）生活在一个富有的家庭中，但其实他们一家都是千年僵尸，家中有爷爷（梁家仁 饰）、爸爸（曾志伟 饰）、妈妈（吴君如 饰）、姐姐（江欣燕 饰）还有一个狼人所变的仆人（周文健 饰）。志颖一直不知道自己是千年僵尸，并在学校认识了一个贪婪钱财的死党（张卫健 饰）。根据他们家的规则，只要与异性发生性关系，僵尸牙便会立刻张出来，他的死党与他的姐姐走到了一起，这时志颖才知道自己也是僵尸，但他已经爱上了一个平凡少女（朱茵 饰）……

## 演員表
| 演員   | 角色   | 後期粵語配音          |
| ------ | ------ | --------------------- |
| 林志穎 | 姜大衛 | 羅君左                |
| 朱茵   | 朱里美 | 朱茵                  |
| 曾志偉 | 姜啤   | 曾志偉/馮永和（部分） |
| 吳君如 | 姜汁奶 | 吳君如                |
| 江欣燕 | 姜糖   | 江欣燕                |
| 張衛健 | 狄龍   | 張衛健                |
| 梁家仁 | 姜太公 | 陳永信                |
| 周文健 | 阿郎   | 周文健                |

## 外部連結
- 開眼電影網上《小心黑夜》的資料（繁體中文）
- 香港影庫上《一屋哨牙鬼》的資料（繁體中文）
- 时光网上《一屋哨牙鬼》的資料（简体中文）
- 豆瓣电影上《一屋哨牙鬼》的資料 （简体中文）
- 爛番茄上《一屋哨牙鬼》的資料（英文）
- AllMovie上《一屋哨牙鬼》的资料（英文）
- 互联网电影数据库（IMDb）上《一屋哨牙鬼》的资料（英文）